# CyberLink
CyberLink Corp. (chiń. 訊連科技股份有限公司) – tajwańskie przedsiębiorstwo informatyczne, założone w 1996 roku.  Zajmuje się tworzeniem oprogramowania multimedialnego.
Jego portfolio obejmuje m.in. produkty PowerDVD, PowerDirector i Media Suite.
Przedsiębiorstwo jest notowane na Tajwańskiej Giełdzie Papierów Wartościowych (5203).
Siedziba firmy mieści się w Nowym Tajpej.